# Ursus 5714
Ursus 5714 – ciężki ciągnik postlicencyjny z napędem na 4 koła produkowany w latach 2002–2009 przez ZPC Ursus.

## Dane techniczne[1]
- Typ silnika: Ursus 4410,
- Moc silnika: 59,1 kW (81 KM),
- Liczba cylindrów: 4,
- Pojemność skokowa: 4068 cm³,
- Średnica cyl./skok tłoka: 101/127 mm,
- Rodzaj wtrysku: bezpośredni,
- Pompa wtryskowa rotacyjna WSK Poznań DPA 3241F571
- Filtr powietrza ZSM Brodnica
- Stopień sprężania: 16,
- Maks. moment obrotowy: 279 Nm,
- Zbiornik paliwa: 80 dm³,
- Jednostkowe zużycie paliwa: 233 g/kWh,
- Rozrusznik Elmot R11g-12V 3 kW
- Alternator Elmot A124-44a 14 V 44 A
- Sprzęgło suche operowane mechanicznie: pierwszy stopień (do jazdy) 302 mm, drugi stopień (do WOM) 251 mm
- Liczba biegów przód/tył: 8/2 lub 12/4
- Maks. prędkość jazdy: 29,43,
- WOM (obr./min) - niezależny - 540/1000,
- pompa podnośnika - 26,2 dm³,
- Ciśnienie nominalne na szybkozłączu: 16 MPa,
- pompa pomocnicza hydrauliki zewnętrznej - 19 dm³,
- Udźwig podnośnika - 2800 kg lub 3200 kg
- Szybkozłącza hydrauliki zewn. - 2 lub 4,
- Rozstaw osi: 2330 mm,
- Masa bez dodatkowych mas obciążających: 3400 kg,
- Masa z dodatkowymi masami obciążającymi z przodu: 3710 kg,

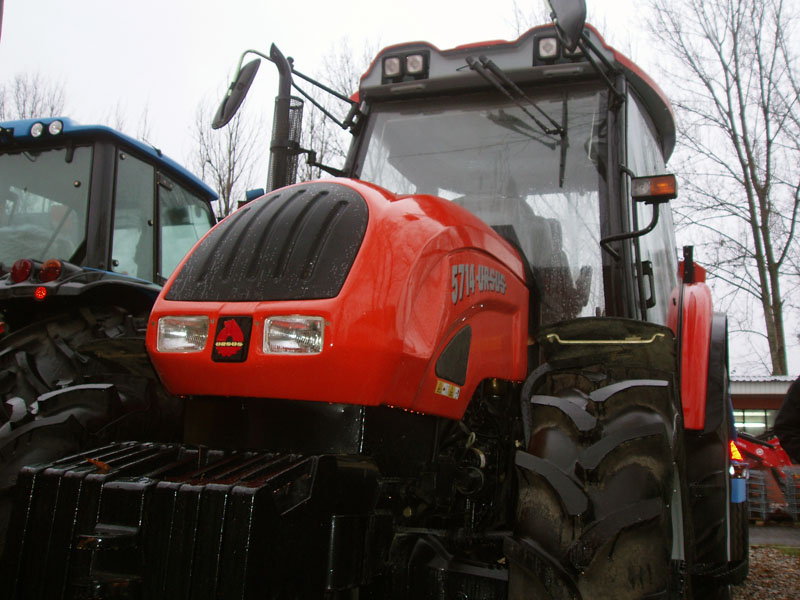
Ursus 5714 z kabiną SPS06

- Masa z dodatkowymi masami obciążającymi z przodu i tyłu: 4230 kg.